# 于尔 (东比利牛斯省)
于尔（法語：Ur，法語發音：[yʁ] ⓘ）是法国东比利牛斯省的一个市镇，位于该省西部，属于普拉德区。

## 地理
于尔（42°27'43"N, 1°56'15"E）面积6.79 平方千米，位于法国奧克西塔尼大區东比利牛斯省，该省份为法国大陆部分最南部的省份，涵盖了北加泰罗尼亚，北起奥德省，西接阿列日省和安道尔，南与西班牙接壤，东临地中海。
与于尔接壤的市镇（或旧市镇、城区）包括：利维亚、普奇塞达、马达姆堡、昂韦奇、多尔、昂古斯特里讷-埃斯卡尔德新城。
于尔的时区为UTC+01:00、UTC+02:00（夏令时）。

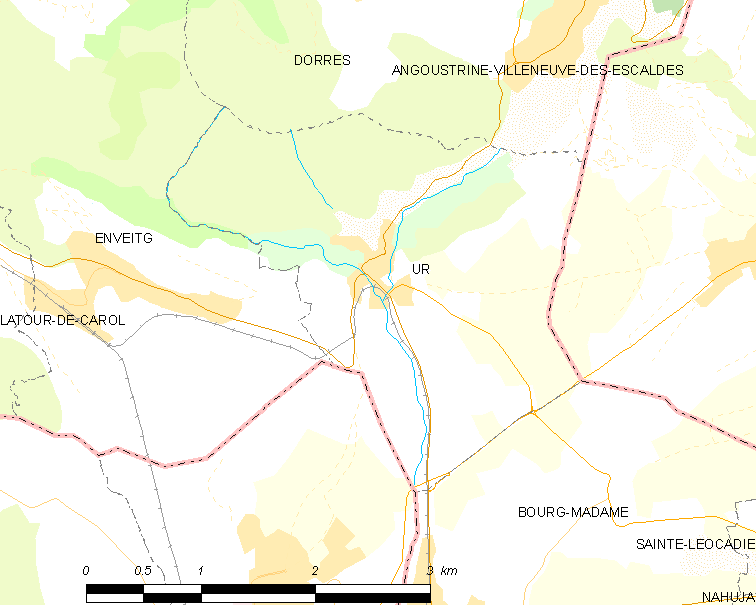
于尔的OSM定位图

## 行政
于尔的邮政编码为66760，INSEE市镇编码为66218。

## 政治
于尔所属的省级选区为加泰罗尼亚比利牛斯县。

## 人口

1962-2008年间于尔人口变化图示

于尔于2022年1月1日时的人口数量为366人。